# 2010년 에이야퍄들라이외퀴들 분화

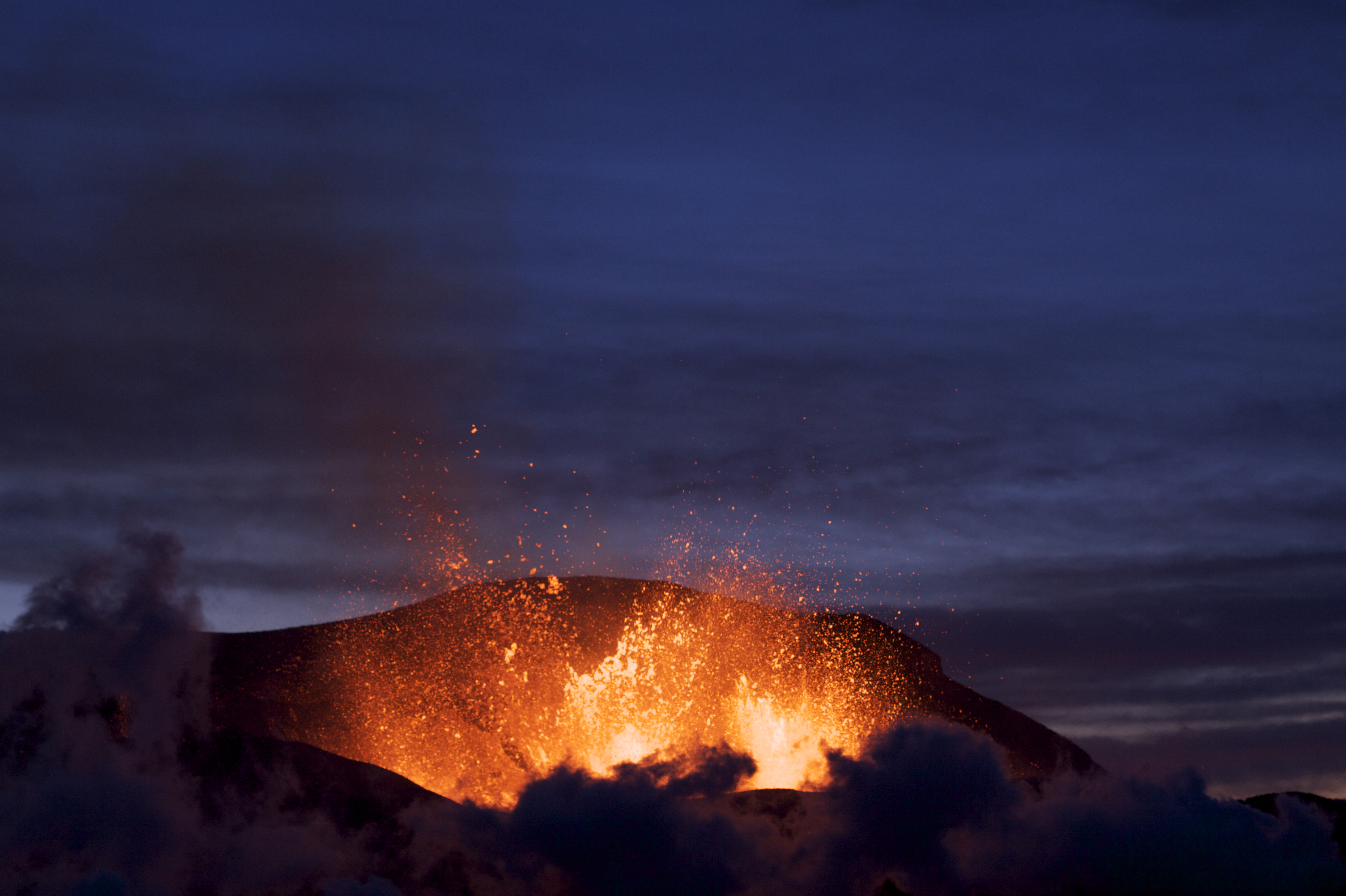
2010년 3월 27일에 폭발하는 모습

2010년 에이야퍄들라이외퀴들 분화는 아이슬란드 에이야퍄들라이외퀴들이 2010년 3월부터 6월 사이에 발생한 일련의 화산 분화이다. 이로 인해 서유럽 전역의 항공 여행이 막대한 중단을 겪었다.
분화는 2010년 4월 6일 동안 시작되었다. 추가적인 국지적 분화는 2010년 5월까지 계속되었고, 폭발적인 활동은 2010년 6월까지 지속되었다. 폭발은 3개월간 활동이 없었다가 2010년 10월에 공식적으로 끝났다고 선언되었다. 빙하는 녹지 않았다. 4월 14일부터 20일까지 화산 폭발로 인한 화산재가 북유럽의 넓은 지역을 뒤덮었다. 약 20개국이 영공을 폐쇄했으며 이는 약 천만 명의 여행자에게 영향을 미쳤다.